# Brian Oldfield
Brian Ray Oldfield (Elgin, 1º giugno 1945 – 26 marzo 2017) è stato un pesista statunitense, finalista alle olimpiadi del 1972.

## Biografia
Dopo aver partecipato alle Olimpiadi di Monaco di Baviera 1972, concludendo sesto, decise di intraprendere la carriera professionistica firmando un contratto con la International Track Association.
Durante questi anni lanciò varie volte oltre il record del mondo raggiungendo, il 10 maggio 1975, la misura di 22,86 metri (tuttora la quinta prestazione all-time) quando il primato mondiale era detenuto da Al Feuerbach con 21,82 metri. I suoi risultati non vennero però omologati come record a causa della sua condizione di professionista.
Nel 1978 concluse settimo ai World's Strongest Man.
Dal 1980 decise di abbandonare il mondo del professionismo e, nel 1984, a 38 anni, stabilì il nuovo record nazionale statunitense a 22,19 metri.
Decise di ritirarsi dalle competizioni al termine della stagione 1988.

### Vita privata
Durante la carriera accumulò lesioni su lesioni usando anche gli steroidi anabolizzanti pur di proseguire a gareggiare.
Dopo aver subito 16 interventi chirurgici, rimase quasi completamente paralizzato.
Visse i suoi ultimi anni in un piccolo condominio a Elgin mantenendosi attraverso gli assegni di invalidità e i buoni pasto.

## Record mondiali

### Master M35
- Getto del peso 7,260 kg, 22,19 m ( San Jose, 26 maggio 1984)

### Master M40
- Getto del peso 7,260 kg, 21,41 m ( Innsbruck, 22 agosto 1985)

## Palmarès
| Anno | Manifestazione | Sede              | Evento         | Risultato | Misura  | Note |
| ---- | -------------- | ----------------- | -------------- | --------- | ------- | ---- |
| 1972 | Olimpiadi      | Monaco di Baviera | Getto del peso | 6º        | 20,91 m |      |